# NGC 764
NGC 764 je dvostruka zvijezda u zviježđu Kitu.

## Vanjske poveznice
- SEDS: NGC 764